# 民主党代表選挙
民主党代表選挙（みんしゅとうだいひょうせんきょ）は、民主党の代表を選出する選挙である。
本稿においては、日本の旧・民主党と新・民主党の代表を選出する選挙、および、法規上同一政治団体である民進党、旧・国民民主党の代表選挙について記述する。
新・国民民主党の代表選挙については、新・国民民主党の代表を参照のこと。

## 概説

### 代表候補者
代表候補者となることができる者は、党所属国会議員のみであり、代表選挙の告示日に、党所属国会議員の15%もしくは20人（いずれか少ない方）以上25人以内、および、それと同数の地方自治体議員の推薦を要する（党代表選挙規則7条1項、2項）。

#### 代表候補者の規則改正
- 2018年7月18日の総務会における代表選挙規則改正[1]
  - 推薦人要件：（旧）党所属国会議員20人以上25人以内→（新）国会議員の推薦人の下限を所属議員の15%もしくは20人以上のいずれか少ない方に緩和、国会議員の要件と同数の地方自治体議員の推薦人を追加

### 任期満了選挙
有権者
任期満了に伴う代表選挙は、党所属国会議員、国政選挙の公認候補予定者、党籍を有する地方自治体議員、党員およびサポーターで日本国民である者が有権者となって行う（党規約11条4項、党代表選挙規則4条1項）。
新代表の任期
任期満了選挙で選出された新代表の任期は、就任から3年後の9月末日までとなる（党規約11条3項）。
有権者の投票
有権者の投票は、有権者の種別ごとに異なるルールでポイントに換算され、各代表候補者の獲得したポイントの総数の多寡により勝敗を決する（党代表選挙規則10条2項）。
- 国会議員は、臨時党大会で直接投票を行い、1票を2ポイントに換算する（党代表選挙規則13条2項）。
- 公認候補予定者は、臨時党大会で直接投票を行い、1票を1ポイントに換算する（党代表選挙規則13条1項）。
- 地方自治体議員は、全国単位で事前投票を行う。国会議員ポイント総数と公認候補予定者ポイント総数の平均値（小数点以下切り上げ）を割り当て、これを各代表候補者の得票数に応じてドント方式で比例配分する（党代表選挙規則12条1項、2項）。
- 党員・サポーターは、所属する総支部にかかわらず、全国単位で事前投票を行う。国会議員ポイント総数と公認候補予定者ポイント総数の平均値（小数点以下切り上げ）を割り当て、これを各代表候補者の得票数に応じてドント方式で比例配分する（党代表選挙規則11条1項、2項）。

当選者の決定
有効投票に基づくポイント総数の過半数を得た代表候補者を当選者と決定する（党代表選挙規則15条5項）。
決選投票
過半数を得た代表候補者がいない場合には、獲得ポイントの上位2名に対する決選投票を行う。国会議員（1票を2ポイントに換算）と公認候補予定者（1票を1ポイントに換算）が直接投票を行い、ポイント数が多かった候補者を当選者とする（党代表選挙規則16条1項ないし3項）。

#### 任期満了選挙の規則改正
- 2012年1月16日の定期党大会における党規約・代表選挙規則改正[2]
  - 新代表の任期：（旧）就任から2年後の9月末日まで→（新）就任から3年後の9月末日まで[3]
  - ポイント換算：（旧）党員・サポーター票は小選挙区単位で集計し、各小選挙区に1ポイントを割り当て、勝者総取り方式で配分→（新）都道府県単位で集計し、各都道府県に都道府県内総支部数と同数のポイントを割り当て、ドント方式で配分
  - ポイント換算：（旧）地方自治体議員票に100ポイントを割り当て→（新）141ポイントを割り当て
  - 有権者：（旧）公認候補予定者は原則として投票権なし→（新）原則として投票権あり
  - 有権者：（旧）党員・サポーターは国籍を問わず投票権あり→（新）党員および投票権をもつサポーターを日本国民に限定（外国人投票権問題の解消）[4][3]

- 2016年5月31日の常任幹事会における党代表選挙規則決定[5]
  - ポイント換算：（旧）党員・サポーター票に割り当てられる「県別ポイント」は都道府県内総支部数と同数→（新）国会議員ポイント総数と公認候補予定者ポイント総数の平均値に、当該都道府県が全国中に占める有権者数の割合と党員・サポーター数の割合の平均値を乗じて算定（党員投票の一票の格差の是正）[注 1][6]
  - ポイント換算：（旧）地方自治体議員票に141ポイントを割り当て→（新）国会議員ポイント総数と公認候補予定者ポイント総数の平均値を割り当て

- 2018年5月16日の総務会における代表選挙規則制定[7]
  - ポイント換算：（旧）党員・サポーター票は都道府県単位で集計し、各都道府県に割り当てられる「県別ポイント」は国会議員ポイント総数と公認候補予定者ポイント総数の平均値に、当該都道府県が全国中に占める有権者数の割合と党員・サポーター数の割合の平均値を乗じて算定→（新）全国単位で集計し、国会議員ポイント総数と公認候補予定者ポイント総数の平均値を割り当て

- 2018年7月18日の総務会における代表選挙規則改正[1]
  - 投票方法：（旧）地方自治体議員、党員・サポーターは郵便投票を行う→（新）QRコードやインターネットを用いた電子投票を導入

### 任期途中選挙
任期途中で代表が欠けた場合の代表選挙には、任期満了選挙に準じて党員・サポーターが有権者となる方式（党員参加型、党規約11条5項）と党員・サポーターが有権者とならない方式（党規約11条6項）がある。新代表の任期は、「党員参加型」によると就任翌々年の9月末日まで（党規約11条5項）、「党員参加型」以外によると就任翌年の9月末日まで（党規約11条7項）となる。

#### 党員参加型
政治情勢等を勘案して党員投票実施期間を確保できると認められるときは、任期満了選挙の手続規定を準用し、国会議員、公認候補予定者、地方自治体議員、党員・サポーターが有権者となって選挙を行う（党規約11条5項、党代表選挙規則26条1項、2項）。

#### 党員参加型以外
政治情勢等を勘案して党員投票実施期間を確保できないと認められるときは、党代表選挙規則に基づき、臨時党大会において選挙を行う（党規約11条6項前段）。この場合の臨時党大会は、国会議員（1票を2ポイントに換算）、公認候補予定者（1票を1ポイントに換算）、県連代議員各3名（1票を1ポイントに換算、決選投票権なし）が有権者となって構成し、有効投票に基づくポイント総数の過半数を得た代表候補者を当選者と決定する。過半数を得た代表候補者がいない場合には、任期満了選挙に準じて決選投票を行う（党代表選挙規則27条ないし29条）。
また、政治情勢等を勘案して特に必要があると認められるときは、党代表選挙規則に基づく選挙によらず、両院議員総会において選挙を行うことができる（党規約11条6項後段）。両院議員総会は党所属国会議員で構成するため（党規約8条1項）、有権者は国会議員のみとなる。この場合、常任幹事会（国民民主党結党後は総務会）が「特例規則」を決定して両院議員総会の承認を得ることで具体的ルールを定め、党所属国会議員による1人1票の投票を行い、有効投票総数の過半数の票を得た候補者（いない場合は上位2名による決選投票で多数の票を得た者）を当選者とするのが通例である。

#### 任期途中選挙の規則改正
- 2012年1月16日の定期党大会における党規約・代表選挙規則改正[8]
  - 新代表の任期：（旧）欠けた代表の残任期間→（新）就任3年目の9月末日まで[4]（1年10カ月～2年8カ月[9]）
  - 有権者：（旧）公認候補予定者は原則として投票権なし→（新）原則として投票権あり
  - 選出方法：（旧）国会議員、地方自治体議員、党員・サポーターによる投票または両院議員総会（国会議員のみ）→（新）臨時党大会（国会議員、公認候補予定者、県連代議員各3名[4]）または両院議員総会

- 2014年9月16日の両院議員総会における党規約・代表選挙規則改正[10]
  - 選出方法：（旧）臨時党大会（国会議員、公認候補予定者、県連代議員各3名）または両院議員総会（国会議員のみ）→（新）「党員参加型」を追加

- 2016年3月27日の民進党結党大会における党規約制定[11]
  - 新代表の任期：（旧）就任3年目の9月末日まで→（新）「党員参加型」によると就任翌々年の9月末日まで、「党員参加型」以外によると就任翌年の9月末日まで

### 無投票当選
立候補者が1人である場合には、投開票は行われず、臨時党大会または両院議員総会における承認をもって選挙に代える（党規約11条8項、党代表選挙規則10条3項、25条2項）。

### 代表解任選挙
代表解任選挙（代表リコール）の規定は、民進党結党時に新設された。
党大会において代議員（党所属国会議員と県連代議員で構成、党規約7条3項）の半数以上の賛成がある場合には、代表は解任されるが、次の代表選挙に立候補することができる。この場合、任期満了選挙の手続規定を準用し、国会議員、公認候補予定者、地方自治体議員、党員・サポーターが有権者となって投票を行い、有権者の種別ごとに換算されたポイントの総数の多寡により代表解任の可否を決定する（党規約11条11項、党代表選挙規則30条1項、6項、7項）。
なお、党大会には、通例毎年1月に招集される定期党大会、代表が総務会の承認を得て必要に応じて招集する臨時党大会、両院議員総会が議決によって要請した場合に招集される臨時党大会がある（党規約7条5項ないし7項）。したがって、実際上、代表解任の発議に先立ち、党所属国会議員の3分の1以上の要請で両院議員総会を招集し（党規約8条6項）、両院議員総会の議決（定足数は党所属国会議員の半数以上、過半数による多数決、党規約8条3項）で臨時党大会の招集を要請する（党規約7条7項）、という手順を踏むことになる。

#### 代表解任選挙の規則改正
- 2018年5月7日の国民民主党結党大会における規約制定[17]
  - 実施方法：（旧）代表解任は党大会による代表解任選挙実施の発議に基づき、国会議員、公認候補予定者、地方自治体議員、党員・サポーターによる投票をもってその可否を決定する→（新）代表解任は党大会の議決をもって決定されるが、解任後の代表選挙には解任された代表の再出馬を妨げない[18]

## 選挙結果
薄緑地は任期満了選挙、白地は任期途中選挙を表す。直接投票のみ行われたときは無効票の数も示す。
| 投票日             | 投票結果            | 投票結果            | 投票結果            | 投票結果            | 投票結果            | 選出方法 |
| 民主党代表選挙     | 民主党代表選挙      | 民主党代表選挙      | 民主党代表選挙      | 民主党代表選挙      | 民主党代表選挙      | 民主党代表選挙 |
| ------------------ | ------------------- | ------------------- | ------------------- | ------------------- | ------------------- | --- |
| 1996年9月28日      | 菅直人 鳩山由紀夫   | 菅直人 鳩山由紀夫   | 菅直人 鳩山由紀夫   | 菅直人 鳩山由紀夫   | 菅直人 鳩山由紀夫   | 無投票当選 |
| 1997年9月16日      | 菅直人              | 菅直人              | 菅直人              | 菅直人              | 菅直人              | 無投票再選 |
| 民主党代表選挙     |                     |                     |                     |                     |                     | |
| 1998年4月27日      | 菅直人              | 菅直人              | 菅直人              | 菅直人              | 菅直人              | 無投票当選 |
| 1999年1月18日      | 菅直人              | 松沢成文            | 無効                |                     |                     | 国会議員・県連代議員各2名による投票                                                                               |
| 1999年1月18日      | 180票               | 51票                | 2票                 |                     |                     | 国会議員・県連代議員各2名による投票                                                                               |
| 1999年9月25日      | 鳩山由紀夫          | 菅直人              | 横路孝弘            | 無効                |                     | 国会議員・公認候補予定者・県連代議員各2名による投票                                                               |
| 1999年9月25日      | 154票               | 109票               | 57票                | 1票                 |                     | 国会議員・公認候補予定者・県連代議員各2名による投票                                                               |
| 1999年9月25日      | 鳩山由紀夫          | 菅直人              | 無効                |                     |                     | 決選投票 |
| 1999年9月25日      | 182票               | 130票               | 2票                 |                     |                     | 決選投票 |
| 2000年9月9日       | 鳩山由紀夫          | 鳩山由紀夫          | 鳩山由紀夫          | 鳩山由紀夫          | 鳩山由紀夫          | 無投票再選 |
| 2002年9月23日      | 鳩山由紀夫          | 菅直人              | 野田佳彦            | 横路孝弘            |                     | 国会議員・公認候補予定者・地方自治体議員・党員・サポーター投票によるポイント制                                    |
| 2002年9月23日      | 294pt               | 221pt               | 182pt               | 119pt               |                     | 国会議員・公認候補予定者・地方自治体議員・党員・サポーター投票によるポイント制                                    |
| 2002年9月23日      | 鳩山由紀夫          | 菅直人              |                     |                     |                     | 国会議員・公認候補予定者・県連代議員各1名によるポイント制決選投票                                                 |
| 2002年9月23日      | 254pt               | 242pt               |                     |                     |                     | 国会議員・公認候補予定者・県連代議員各1名によるポイント制決選投票                                                 |
| 2002年12月10日     | 菅直人              | 岡田克也            |                     |                     |                     | 国会議員による投票                                                                                                |
| 2002年12月10日     | 104票               | 79票                |                     |                     |                     | 国会議員による投票                                                                                                |
| 2004年5月18日      | 岡田克也            | 岡田克也            | 岡田克也            | 岡田克也            | 岡田克也            | 無投票当選 |
| 2004年9月13日      | 岡田克也            | 岡田克也            | 岡田克也            | 岡田克也            | 岡田克也            | 無投票再選 |
| 2005年9月17日      | 前原誠司            | 菅直人              | 無効                |                     |                     | 国会議員による投票                                                                                                |
| 2005年9月17日      | 96票                | 94票                | 2票                 |                     |                     | 国会議員による投票                                                                                                |
| 2006年4月7日       | 小沢一郎            | 菅直人              |                     |                     |                     | 国会議員による投票                                                                                                |
| 2006年4月7日       | 119票               | 72票                |                     |                     |                     | 国会議員による投票                                                                                                |
| 2006年9月12日      | 小沢一郎            | 小沢一郎            | 小沢一郎            | 小沢一郎            | 小沢一郎            | 無投票再選 |
| 2008年9月21日      | 小沢一郎            | 小沢一郎            | 小沢一郎            | 小沢一郎            | 小沢一郎            | 無投票再選 |
| 2009年5月16日      | 鳩山由紀夫          | 岡田克也            | 無効                |                     |                     | 国会議員による投票                                                                                                |
| 2009年5月16日      | 124票               | 95票                | 1票                 |                     |                     | 国会議員による投票                                                                                                |
| 2010年6月4日       | 菅直人              | 樽床伸二            | 無効                |                     |                     | 国会議員による投票                                                                                                |
| 2010年6月4日       | 291票               | 129票               | 2票                 |                     |                     | 国会議員による投票                                                                                                |
| 2010年9月14日      | 菅直人              | 小沢一郎            |                     |                     |                     | 国会議員・地方自治体議員・党員・サポーター投票によるポイント制                                                    |
| 2010年9月14日      | 721pt               | 491pt               |                     |                     |                     | 国会議員・地方自治体議員・党員・サポーター投票によるポイント制                                                    |
| 2011年8月29日      | 海江田万里          | 野田佳彦            | 前原誠司            | 鹿野道彦            | 馬淵澄夫            | 国会議員による投票                                                                                                |
| 2011年8月29日      | 143票               | 102票               | 74票                | 52票                | 24票                | 国会議員による投票                                                                                                |
| 2011年8月29日      | 野田佳彦            | 海江田万里          | 無効                |                     |                     | 決選投票 |
| 2011年8月29日      | 215票               | 177票               | 3票                 |                     |                     | 決選投票 |
| 2012年9月21日      | 野田佳彦            | 原口一博            | 赤松広隆            | 鹿野道彦            |                     | 国会議員・公認候補予定者・地方自治体議員・党員・サポーター投票によるポイント制                                    |
| 2012年9月21日      | 818pt               | 154pt               | 123pt               | 113pt               |                     | 国会議員・公認候補予定者・地方自治体議員・党員・サポーター投票によるポイント制                                    |
| 2012年12月25日     | 海江田万里          | 馬淵澄夫            | 無効                |                     |                     | 国会議員による投票                                                                                                |
| 2012年12月25日     | 90票                | 54票                | 1票                 |                     |                     | 国会議員による投票                                                                                                |
| 2015年1月18日      | 細野豪志            | 岡田克也            | 長妻昭              |                     |                     | 国会議員・公認候補予定者・地方自治体議員・党員・サポーター投票によるポイント制                                    |
| 2015年1月18日      | 298pt               | 294pt               | 168pt               |                     |                     | 国会議員・公認候補予定者・地方自治体議員・党員・サポーター投票によるポイント制                                    |
| 2015年1月18日      | 岡田克也            | 細野豪志            | 無効                |                     |                     | 国会議員・公認候補予定者によるポイント制決選投票                                                                  |
| 2015年1月18日      | 133pt               | 120pt               | 2票                 |                     |                     | 国会議員・公認候補予定者によるポイント制決選投票                                                                  |
| 民進党代表選挙     |                     |                     |                     |                     |                     | |
| 2016年3月27日      | 岡田克也            | 岡田克也            | 岡田克也            | 岡田克也            | 岡田克也            | 無投票当選 |
| 2016年9月15日      | 蓮舫                | 前原誠司            | 玉木雄一郎          |                     |                     | 国会議員・公認候補予定者・地方自治体議員・党員・サポーター投票によるポイント制                                    |
| 2016年9月15日      | 503pt               | 230pt               | 116pt               |                     |                     | 国会議員・公認候補予定者・地方自治体議員・党員・サポーター投票によるポイント制                                    |
| 2017年9月1日       | 前原誠司            | 枝野幸男            |                     |                     |                     | 国会議員・公認候補予定者・地方自治体議員・党員・サポーター投票によるポイント制                                    |
| 2017年9月1日       | 502pt               | 332pt               |                     |                     |                     | 国会議員・公認候補予定者・地方自治体議員・党員・サポーター投票によるポイント制                                    |
| 2017年10月31日     | 大塚耕平            | 大塚耕平            | 大塚耕平            | 大塚耕平            | 大塚耕平            | 無投票当選 |
| 国民民主党代表選挙 |                     |                     |                     |                     |                     | |
| 2018年5月7日       | 大塚耕平 玉木雄一郎 | 大塚耕平 玉木雄一郎 | 大塚耕平 玉木雄一郎 | 大塚耕平 玉木雄一郎 | 大塚耕平 玉木雄一郎 | 無投票当選 |
| 2018年9月4日       | 玉木雄一郎          | 津村啓介            |                     |                     |                     | 国会議員・公認候補予定者・地方自治体議員・党員・サポーター投票によるポイント制 民主党時代から含めて最後の代表選挙 |
| 2018年9月4日       | 204pt               | 74pt                |                     |                     |                     | 国会議員・公認候補予定者・地方自治体議員・党員・サポーター投票によるポイント制 民主党時代から含めて最後の代表選挙 |